# Зіткнення автобуса з потягом на Сумщині (2014)
Зіткнення автобуса з потягом неподалік села Вири (Білопільський район, Сумська область) сталося 4 лютого 2014 року близько 15:30. За останніми даними, загинули 12 осіб, 6—7 отримали поранення.
Як повідомила пресслужба Державної служби України з надзвичайних ситуацій у Сумській області, аварія сталась близько 15:30 на залізничному переїзді на виїзді з Білопілля. «Маршрутка проігнорувала світлофор і звукові сигнали і виїхала на переїзд. Поїзд розірвав її навпіл і протягнув близько 300 метрів». Станом на 6 лютого кількість жертв становить 12 осіб, 6—7 отримали поранення, двоє перебувають у реанімації у важкому стані. Серед загиблих є одна дитина. Також повідомляється, що в маршрутку врізався пасажирський поїзд сполученням Харків — Ворожба.
На місце події вилетіла комісія з Києва. Попередня версія аварії: недотримання водієм маршрутного автобуса правил дорожнього руху. Відомо, що водій маршрутки живий і неушкоджений, він дає свідчення правоохоронцям. Він визнав свою провину, суд обрав запобіжний захід у вигляді утримання під вартою упродовж двох місяців. На цей момент вирішується питання про відкриття кримінального провадження.
5 лютого в Сумській області був оголошений днем жалоби за загиблими. Уряд України ухвалив рішення щодо надання допомоги родинам постраждалих у розмірі 50 тисяч гривень і родинам загиблих у розмірі 100 тисяч гривень.